# 141 до н. е.

## Події
- Лю Че став імператором династії Хань.

## Померли
- Лю Ці — імператор династії Хань у 156 — 141 до н. е.